# CNaPS Sport
El CNaPS Sport fue un equipo de fútbol de Madagascar que jugó en el Campeonato malgache de fútbol, la liga de fútbol más importante del país.

## Historia
Fue fundado el 1 de abril de 1956 en la ciudad de Itasy, en la provincia de Miarinarivo con el nombre Caisse de Compensation des Prestations Familiales (CCPF), cambiándolo el 1 de enero de 1969 por CNaPS Sports. es un equipo que cuenta con 7 títulos de liga, 3 torneos de copa y 1 supercopa de Madagascar, todo en un tiempo muy corto.
A nivel internacional participó en 6 torneos continentales, donde su mejor participación ha sido en la Liga de Campeones de la CAF 2016, donde fue eliminado en la primera ronda por el Wydad Casablanca de Marruecos.
El club desapareció en 2021 luego de fusionarse con el Disciples FC y se mudara a la ciudad de Betafo.

## Palmarés
- THB Champions League : 7

2010, 2013, 2014, 2015, 2016, 2017, 2018
- Copa de Madagascar : 3

2011, 2015, 2016
- Supercopa de Madagascar : 1

2010

## Participación en competiciones de la CAF
| Temporada | Torneo                       | Ronda      | Club              | Casa | Visita | Global      |
| --------- | ---------------------------- | ---------- | ----------------- | ---- | ------ | ----------- |
| 2011      | Liga de Campeones de la CAF  | Preliminar | Motor Action FC   | 1-0  | 0-1    | 1-1 (3-4 p) |
| 2014      | Liga de Campeones de la CAF  | Preliminar | Liga Muçulmana    | 0-0  | 0-1    | 0-1         |
| 2015      | Liga de Campeones de la CAF  | Preliminar | Gor Mahia FC      | 3-2  | 0-1    | 3-3 (a)     |
| 2016      | Liga de Campeones de la CAF  | Preliminar | Gor Mahia FC      | 1-0  | 2-1    | 3-1         |
| 2016      | Liga de Campeones de la CAF  | 1          | Wydad Casablanca  | 2-1  | 1-5    | 3-6         |
| 2017      | Liga de Campeones de la CAF  | Preliminar | Township Rollers  | 2-1  | 2-3    | 4-4 (a)     |
| 2017      | Liga de Campeones de la CAF  | 1          | Cotonsport Garoua | 1-1  | 0-1    | 1-2         |
| 2017      | Copa Confederación de la CAF | Play-Off   | CRD do Libolo     | 1-1  | 0-0    | 1-1 (a)     |
| 2018      | Liga de Campeones de la CAF  | Preliminar | KCCA FC           | 2-1  | 0-1    | 2-2 (a)     |
| 2018/19   | Liga de Campeones de la CAF  | Preliminar | FC Platinum       | 1-1  | 0-1    | 1-2         |
| 2019/20   | Copa Confederación de la CAF | 1          | TS Galaxy FC      | 1-3  | 0-1    | 1-4         |

## Entrenadores
- Patrick Andriambololona "Typet" (?-2019)[3]
- Nirina Andrianjoelison "Raniry" (2019-presente)[3][1]